# Deportes Tolima
Deportes Tolima ist ein 1954 gegründeter kolumbianischer Fußballverein aus Ibagué im Departamento Tolima.

## Geschichte
Die Meisterschaften von 2003, als Deportes Tolima die Finalización gewann, und 2018 sowie 2020, mit dem Gewinn der Apertura, waren bislang die größten Erfolge der Vereinsgeschichte. 
2010 erreichte Deportes Tolima zum fünften Mal die Vize-Meisterschaft und erreichte zudem den ersten Platz in der Tabelle der Reclasificación, die alle Spiele des Jahres umfasst. In der Hinserie 2014 fand sich der Verein dann jedoch am Ende der Tabelle wieder. Die Rückserie verlief jedoch besser und der Verein zog als Tabellensiebter in die Finalrunde ein.
Im November 2014 konnte Deportes Tolima den zweiten Titel der Vereinsgeschichte erreichen. Im Finale des Pokalwettbewerbs setzte sich der Verein nach Hin- und Rückspielen knapp gegen Independiente Santa Fe durch.
In der Spielzeit 2016 konnte Tolima insbesondere die Rückserie erfolgreich gestalten und wurde Vizemeister. Allerdings verließ nach der Saison der erfolgreiche Trainer Alberto Gamero den Verein in Richtung Junior. Für ihn wurde der Uruguayer Gregorio Pérez verpflichtet. Pérez wurde jedoch aufgrund von Meinungsverschiedenheiten mit dem Präsidenten des Clubs bereits im Februar 2017 wieder entlassen. Als Nachfolger wurde Óscar Héctor Quintabani unter Vertrag genommen, der jedoch bereits im Juni durch José Eugenio Hernández ersetzt wurde. Im August 2017 wurde erneut der vormalige Erfolgstrainer Alberto Gamero verpflichtet, der José Hernández ersetzte. Unter Gamero spielte Tolima eine erfolgreiche Rückserie, in der zunächst mit einem fünften Platz in der Ligaphase die Finalrunde erreicht werden konnte. Dort schied Tolima erst im Halbfinale gegen Independiente Santa Fe aus, nachdem im Viertelfinale der amtierende Meister Atlético Nacional besiegt worden war.
In der Apertura 2018 konnte Deportes Tolima den zweiten kolumbianischen Meistertitel nach 2003 gewinnen. Nachdem die Ligaphase auf dem dritten Platz abgeschlossen wurde, setzte sich Tolima zunächst im Viertelfinale gegen Once Caldas und dann im Halbfinale nach Elfmeterschießen gegen Independiente Medellín durch. Im Finale konnte der Verein sich trotz einer Niederlage im Hinspiel zuhause im Rückspiel erneut nach Elfmeterschießen gegen den Rekordmeister Atlético Nacional durchsetzen. Die Ligaphase der Finalización schloss Tolima auf dem ersten Platz ab, in der Finalrunde erreichte der Verein das Halbfinale. In der Apertura 2021 qualifizierte sich der Verein als Fünfter für die Finalrunde, die das Team gewinnen konnte und so den dritten Meistertitel der Vereinsgeschichte holte. 
In der Copa Libertadores 2019 kam Tolima nicht über die Gruppenphase hinaus, qualifizierte sich als Gruppendritter hinter Boca Juniors und Athletico Paranaense aber für die 2. Runde der Copa Sudamericana 2019, in der der Verein aber gegen Argentinos Juniors ausschied. Die Ligaphase der Apertura 2019 beendete Tolima auf dem dritten Platz. In der Finalrunde zog der Verein nur aufgrund des schlechteren Torverhältnisses nicht in das Finale ein. 

## Stadion
Deportes Tolima absolviert seine Heimspiele im Estadio Manuel Murillo Toro. Das Stadion wurde am 20. Juli 1955 eingeweiht und hat eine Kapazität von etwa 30.000 Plätzen. 

## Sportlicher Verlauf

### Erfolge
- Meister von Kolumbien: 2003-II, 2018-I, 2021-I, 2021-II
- Kolumbianischer Pokalsieger: 2014
- Meister Primera B: 1994
- Vizemeister: 1957, 1981, 1982, 2006-II, 2010-II, 2016-II
- Teilnahme an der Copa Libertadores: 7×

1982: 2. Gruppenphase
1983: 1. Gruppenphase
2004: Gruppenphase
2007: Gruppenphase
2011: Gruppenphase
2013: Gruppenphase
2019: Gruppenphase
- Teilnahme an der Copa Sudamericana: 7×

2006: Achtelfinale
2010: Viertelfinale
2012: 2. Runde
2015: Achtelfinale
2016: 1. Runde
2017: 1. Runde
2019: 2. Runde
- Teilnahme an der Copa Conmebol: 2×

1996: 1. Runde
1997: Viertelfinale

### Saisondaten seit 2010
| Spielzeit               | Liga                 | Ligaebene | Platz | Finalrunde              |
| ----------------------- | -------------------- | --------- | ----- | ----------------------- |
| 2010-I                  | Liga Postobón        | I         | 1.    | Halbfinale              |
| 2010-II                 | Liga Postobón        | I         | 1.    | 1. Gruppe A Vizemeister |
| 2011-I                  | Liga Postobón        | I         | 2.    | Halbfinale              |
| 2011-II                 | Liga Postobón        | I         | 15.   | -                       |
| 2012-I                  | Liga Postobón        | I         | 1.    | 3. Gruppe A             |
| 2012-II                 | Liga Postobón        | I         | 6.    | 4. Gruppe A             |
| 2013-I                  | Liga Postobón        | I         | 5.    | 3. Gruppe B             |
| 2013-II                 | Liga Postobón        | I         | 13.   | -                       |
| 2014-I                  | Liga Postobón        | I         | 18.   | -                       |
| 2014-II                 | Liga Postobón        | I         | 7.    | 4. Gruppe B             |
| 2015-I                  | Liga Águila          | I         | 7.    | Halbfinale              |
| 2015-II                 | Liga Águila          | I         | 3.    | Halbfinale              |
| 2016-I                  | Liga Águila          | I         | 12.   | -                       |
| 2016-II                 | Liga Águila          | I         | 3.    | Finale Vizemeister      |
| 2017-I                  | Liga Águila          | I         | 17.   | -                       |
| 2017-II                 | Liga Águila          | I         | 5.    | Halbfinale              |
| 2018-I                  | Liga Águila          | I         | 3.    | Meister                 |
| 2018-II                 | Liga Águila          | I         | 1.    | Halbfinale              |
| 2019-I                  | Liga Águila          | I         | 3.    | 2. Gruppe B             |
| 2019-II                 | Liga Águila          | I         | 6.    | 2. Gruppe A             |
| 2020                    | Liga BetPlay Dimayor | I         | 2.    | Viertelfinale           |
| 2021-I                  | Liga BetPlay Dimayor | I         | 5.    | Meister                 |
| 2021-II                 | Liga BetPlay Dimayor | I         | 3.    | Meister                 |
| grün unterlegt: Meister |                      |           |       |                         |

## Trainerhistorie
- Alberto Gamero (2017–)[6]
- José Eugenio Hernández (2017)[7]
- Óscar Héctor Quintabani (2017)[8]
- Gregorio Pérez (2016–2017)[9]
- Alberto Gamero (2014–2016)
- Jorge Luis Bernal (2011–2012)[10]

## Bekannte ehemalige Spieler
- Wílmar Barrios
- Yimmi Chará
- Marco Coll
- Gabriel Gómez
- Arnoldo Iguarán
- Ricardo Ortíz
- Mateus Uribe